# Terban (Pabelan)
Terban is een bestuurslaag in het regentschap Semarang van de provincie Midden-Java, Indonesië. Terban telt 1606 inwoners (volkstelling 2010).